# Haus Hofmann
Haus Hofmann, vorher auch Winzerhäuser Hofmann und Haus Richter, ist eines der Winzerhäuser der Lößnitz, im Radebeuler Stadtteil Niederlößnitz in der Winzerstraße 22/24. Das Doppelhaus ist benannt nach dem Besitzer Paul Hofmann, der die Nummer 22 im Jahr 1931 übernahm.

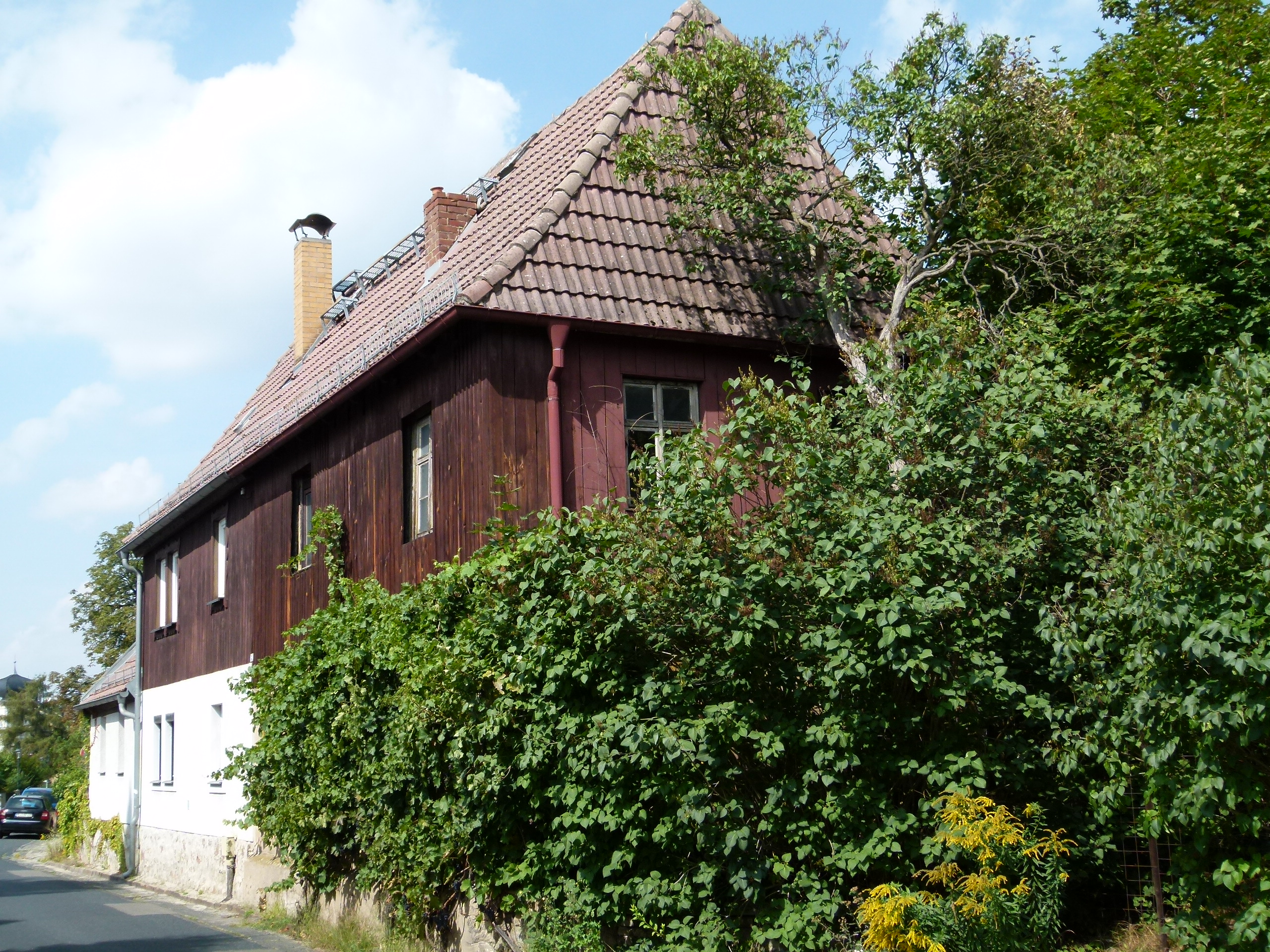
Haus Hofmann (Ostseite)

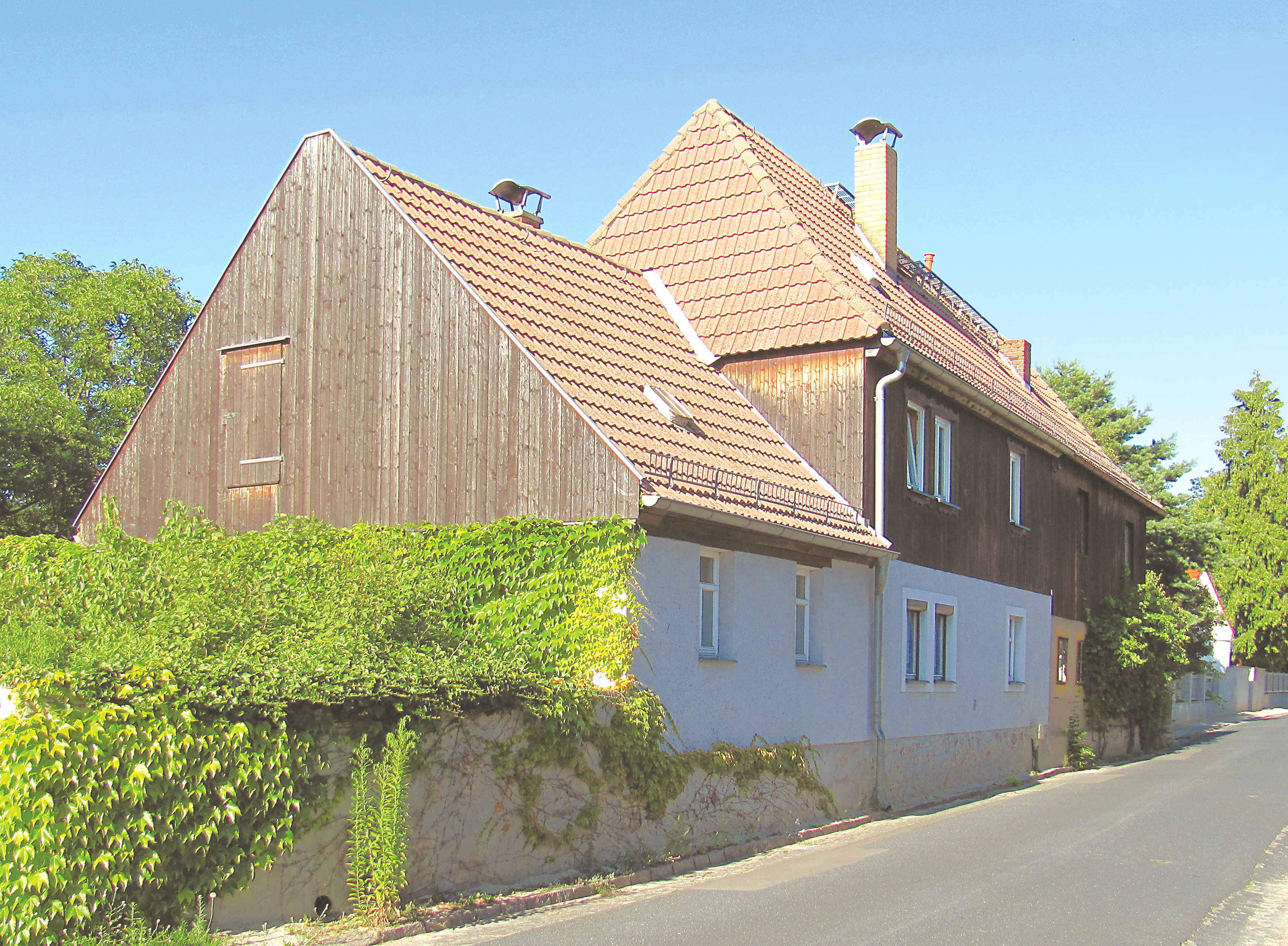
Haus Hofmann mit Anbau (Westseite)

## Beschreibung
Das Winzer-Doppelhaus (mit zwei Hausnummern) steht unter Denkmalschutz. Der zweigeschossige Bau aus zwei Häusern steht unter einem gemeinsamen ziegelgedeckten Walmdach direkt in der Straßenflucht der Nordseite der Winzerstraße. Das ungegliederte Walmdach bildet einen einheitlichen Dachstuhl. Die Erdgeschosse sind massiv, jedoch von unterschiedlicher Wandstärke. Die Fachwerke der Obergeschosse „scheinen eine Einheit zu bilden.“ Die Verbretterung der Obergeschosse ist unterschiedlich ausgebildet. Beide Gebäudeteile weisen zur Straße drei unregelmäßige Fensterachsen auf.
Die östliche Giebelwand der Nr. 22 weist zwei Fensterachsen auf. „Bemerkenswert sind hier die mit einer Sechser-Sprossenteilung erhaltenen historischen Fenster.“
Links in der Straßenansicht schließt sich an die Nr. 24 nach Westen ein eingeschossiger Anbau unter einem Satteldach an, der deutlich als „jüngere Zutat“ zu erkennen ist. Unter der Nr. 24 befinden sich eine kleine und rechtwinklig dazu eine große Gewölbetonne, die beide aus dem Hausflur über eine Treppe erschlossen werden. In einem Raum befand sich ehemals eine Schwarze Küche, was sich noch an einem rußgeschwärzten Deckenbalken erkennen lässt.
Das Kulturdenkmal ist als „Zeugnis für den jahrhundertelangen Weinbau in der Lößnitz“ baugeschichtlich und ortsgeschichtlich von Bedeutung.

## Geschichte

Als Haus Richter (um 1900)

Auf einer bereits 1735 bestehenden Bebauung wurde um 1750 das Winzerhaus Winzerstraße 22 errichtet. Um 1800 wurde an das Gebäude die heutige Nr. 24 angebaut, veranlasst durch Johann Globisch Herzschuch.
Im Jahr 1822 ersteigerten die Gebrüder Richter den Weinberg mit einem der beiden Häuser für 1417 Taler, 1832 erwarb einer der Brüder, der Korbmacher Johann Samuel Richter, das zweite Gebäude hinzu. Mit Teilungsvertrag von 1847 wurden die Besitzverhältnisse der beiden Brüder festgelegt. Im Meißner Niederland … von Hofmann (1857) wurde die Besitzung erwähnt als „die Weinberge und Häuser der Gebrüder Richter mit Reiheschank“. Das Haus Nr. 22 wurde 1861 umgebaut.
Im Jahr 1931 ging die Nr. 24 an die Erben des Maurers Johann Gottfried Richter. Die Nr. 22 erhielt der Faktor Paul Hofmann, der 1938 seinen Gebäudeteil umbaute.
Der westliche Gebäudeteil (Nr. 24) wurde um die Jahrtausendwende saniert.